# Leopold Stropnický
Leopold Stropnický (31. prosince 1845 Praha-Nové Město – 10. prosince 1914 Praha-Nové Město) byl český koncertní a operní pěvec, působící především v pražském Národním divadle.

## Život

### Mládí
Narodil se v domě č. 445/II na Novém Městě v Praze do rodiny Václava Stropnického a jeho ženy Moniky, rozené Švecové. Od dětství navštěvoval kostelní sbor v kostele Nejsvětější Trojice v Podskalí pod vedením sbormistra a hudebního skladatele Lamblera a jeho manželky. Byl členem pěveckého sboru Lukes na Smíchově. Pokračoval v letech 1869–72 ve studiu zpěvu na hudební škole Františka Pivody, odkud pak přestoupil do operní školy Prozatímního divadla v Praze. Živil se jako rukavičkářský pomocník.

### Manželství
17. června 1869 se v kostele Nejsvětější Trojice v Podskalí oženil s Paulinou Šímovou, dcerou železničního inženýra. Společně počali celkem sedm dětí.

### Pěvecká kariéra

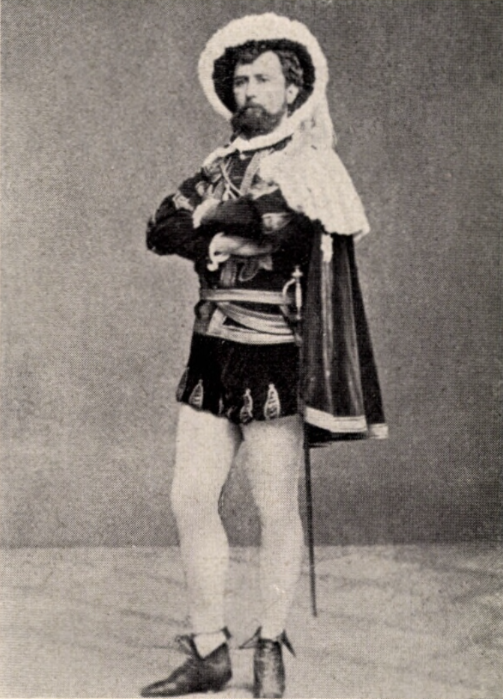
Stropnický v titulní roli Mozartovy opery Don Giovanni (Národní divadlo, 1884)

Z iniciativy zde působícího Bedřicha Smetany byl na prknech divadla poprvé řádně angažován roku 1872. Studium v Praze zakončil roku 1874, následně odešel studovat zpěv do Itálie a Francie, kde působil v soukromému opernímu souboru barona Derviese v Nizze. Roku 1876 se vrátil do Prahy, kde byl záhy angažován v roli Kecala v reprízovém nastudování Smetanovy opery Prodaná nevěsta.
V Praze pak spolupracoval se staroměstskými ochotníky a pořádal vlastní koncerty. Na pozvání ředitele Jana Maýra krátce v letech 1881 až 1882 působil v Národním divadle, své angažmá zde však po konfliktu s vedením divadla ukončil. Roku 1882 pak společně s houslistou Františkem Ondříčkem a Karlem Kovařovicem podnikli koncertní turné po českých zemích a Haliči. Krátce byl také angažován v pražském Německém divadle. Roku 1883 byl opět angažován v Národním divadle, kde následně vytvořil především celou řadu hlavních a vedlejších operních rolí.
V noci z 2. na 3. května 1887 postihla Stropnického cévní mozková příhoda. Záchvat způsobil jeho částečné ochrnutí pravé poloviny těla a vyžádal si několikaměsíční rekonvalescenci na lůžku, Stropnický byl však postižen trvalými následky. Jeho početná rodina byla výrazně ovlivněna výpadkem otcových příjmů. Výjimečně se poté objevil na několika koncertech s krátkým programem, posléze však uměleckého působení nadobro zanechal a pobíral invalidní důchod.

### Úmrtí
Leopold Stropnický zemřel 10. prosince 1914 v Praze (čp. 1410-II) ve věku 68 let. Pohřben byl v rodinné hrobce na Olšanských hřbitovech.